# Döden och skatterna
Döden och skatterna (engelska: Death and taxes) är en vanlig referens till det berömda citatet:
Vår nya konstitution har nu etablerats, och har en framställning som utlovar permanens; men i den här världen kan inget sägas vara säkert, utom döden och skatterna.–Benjamin Franklin, i ett brev till Jean-Baptiste Le Roy, 1789
Dock är Franklins brev inte källan för frasen, som dök upp tidigare i Daniel Defoes The Political History of the Devil.
Saker så säkra som döden och skatterna, kan mer korrekt tros.–Daniel Defoe, The Political History of the Devil, 1726.
 
Och i The Cobbler of Preston av Christopher Bullock (1716) 
Det är omöjligt att vara säker på något utom döden och skatterna.